# تساو هوان
تساو هوان (بالإنجليزية: Cao Huan)‏ (و. 246 – 303 م) هو عاهل من الصين، ومملكة واي، كان إمبراطور مملكة واي خلال الفترة (27 يونيو 260–4 فبراير 266). ولد في الصين، توفي عن عمر يناهز 57 عاماً.
| المناصب السياسية | المناصب السياسية                               | المناصب السياسية |
| ---------------- | ---------------------------------------------- | ---------------- |
| سبقه             | إمبراطور مملكة واي 27 يونيو 260 - 4 فبراير 266 | تبعه             |